# Miriam Giovanelli
Miriam Giovanelli (Roma, 28 aprile 1989) è un'attrice e modella italiana naturalizzata spagnola.

## Biografia
Nasce a Roma da padre italiano e madre spagnola; dall'età di 10 anni vive a Madrid. La sua carriera inizia come modella, lavorando per numerose campagne pubblicitarie e spot televisivi. 
Come attrice inizia a interpretare alcuni piccoli ruoli in serie televisive spagnole. Il debutto sul grande schermo avviene nel 2001, con il cortometraggio di Luiso Berdejo ...ya no puede caminar. Con lo stesso regista, gira nel 2007 il film Limoncello, in cui interpreta Tiziana; questo ruolo le farà vincere il premio come miglior attrice al Festival di L'Alfas del Pi. Sempre nello stesso anno gira Miguel y Williams e Canciones de amor en Lolita's club. Fino al 2009 l'attrice prosegue la sua carriera in Spagna; da segnalare, tra le altre, le partecipazioni nelle serie TV Fisica o chimica e Sin senos no hay paraíso. Sempre nel 2009 compare inoltre sulla copertina dell'edizione spagnola della rivista FHM e ottiene un ruolo nel film Grosse bugie.
Nel 2011 viene scelta dal regista italiano Matteo Rovere per il film drammatico Gli sfiorati, tratto dall'omonimo romanzo di Sandro Veronesi, al fianco di Andrea Bosca e Claudio Santamaria; da questo momento l'attrice inizia a lavorare anche nel suo paese d'origine. Nello stesso anno è scelta da Dario Argento per partecipare alla pellicola Dracula 3D. Il 2012 la vede poi nel film comico I 2 soliti idioti di Enrico Lando, con Francesco Mandelli e Fabrizio Biggio. Nel 2014 è nel cast della serie italiana Il tredicesimo apostolo e di quella spagnola Velvet. Nel 2020 è protagonista, insieme a Roberto Álamo, della serie spagnola Caronte.

## Filmografia

### Cinema
- ...ya no puede caminar – cortometraggio (2001)
- Miguel y William (2007)
- Limoncello – cortometraggio (2007)
- Canciones de amor en Lolita's Club (2007)
- Rivales (2008)
- Grosse bugie (Mentiras y gordas), regia di Alfonso Albacete e David Menkes (2009)
- Todas las canciones hablan de mí (2010)
- Gli sfiorati, regia di Matteo Rovere (2011)
- Dracula 3D, regia di Dario Argento (2011)
- I 2 soliti idioti, regia di Enrico Lando (2012)
- La ragazza dei miei sogni, regia di Saverio Di Biagio (2017)

### Televisione
- Los Serrano – serie TV, 1 episodio (2005)
- El comisario – serie TV, 1 episodio (2006)
- El castigo – miniserie TV (2008)
- Fisica o chimica (Física o Química) – serie TV, 4 episodi (2009)
- Sin senos no hay paraíso – serie TV, 13 episodi (2009)
- Il tredicesimo apostolo – serie TV, 12 episodi (2014)
- Velvet – serie TV, 54 episodi (2013-2016)
- Velvet Colección – serie TV (2017-2019)
- Caronte – serie TV, 13 episodi (2020)

## Doppiatrici italiane
- Letizia Ciampa in Velvet, Velvet Colección
- Valeria Vidali in Fisica o chimica
- Laura Facchin in Dracula 3D